# Cathy Tyson
Cathy Tyson (* 12. Juni 1965 in Kingston upon Thames, London) ist eine britische Schauspielerin.

## Leben
Der Vater von Tyson ist ein Einwanderer aus Trinidad, ihre Mutter eine Engländerin. Ihre Tante ist die Schauspielerin Cicely Tyson. Sie wuchs in Liverpool auf. Cathy Tyson unterbrach im Alter von 17 Jahren ihre Ausbildung auf einem College, um am Everyman Theatre in Liverpool zu spielen. Im Film Mona Lisa (1986) spielte sie neben Bob Hoskins und Michael Caine eine der tragenden Rollen. Für ihr Kinofilmdebüt wurde sie für den Filmpreis Golden Globe in der Kategorie Beste Nebendarstellerin sowie für den BAFTA Award nominiert. 2022 gewann sie den BAFTA Award in der Kategorie Beste Nebendarstellerin für ihre Darstellung der Polly im Fernsehfilm Help.
Im Film Die Schlange und der Regenbogen (1988) von Wes Craven spielte Tyson neben Bill Pullman eine der Hauptrollen, im Film The Old Man Who Read Love Stories (2001) spielte sie eine der größeren Rollen neben Richard Dreyfuss. Sie trat ebenfalls in einigen Fernsehserien auf, in der Serie Gold (1997) übernahm sie eine der Hauptrollen. Auf der Theaterbühne ist Tyson besonders häufig mit der Royal Shakespeare Company und der English Shakespeare Company zu sehen.
Tyson war in den Jahren 1984 bis 1989 mit dem Schauspieler Craig Charles verheiratet und hat einen Sohn.

## Filmografie (Auswahl)
- 1986: Mona Lisa
- 1987: Gewagtes Spiel (Business as Usual)
- 1988: Die Schlange im Regenbogen (The Serpent and the Rainbow)
- 1993: Was bleibt, ist die Erinnerung (Remember)
- 1994: Der Priester (Priest)
- 2000–2005: The Bill (Fernsehserie, 3 Folgen)
- 2001: The Old Man Who Read Love Stories
- 2007: Emmerdale Farm (Fernsehserie, 1 Folge)
- 2007: Lewis – Der Oxford Krimi: Das Mordkomplott (Lewis – Old School Ties)
- 2008, 2017: Doctors (Fernsehserie, 2 Folgen)
- 2016: Casualty (Fernsehserie, 1 Folge)
- 2018: The Fight
- 2020: The Loss Adjuster
- 2021: Whitstable Pearl (Fernsehserie, 2 Folgen)
- 2021: Wolfe (Fernsehserie, 2 Folgen)
- 2021: McDonald & Dodds (Fernsehserie, 1 Folge)
- 2021: Help (Fernsehfilm)
- 2022: The Canterville Ghost (Fernsehserie, 1 Folge)
- 2023: Bank of Dave
- 2023: Hoard
- 2023: Maternal (Fernsehserie, 1 Folge)
- 2023: Boiling Point (Fernsehserie, 4 Folgen)
- 2024: Death in Paradise (Fernsehserie, 1 Folge)
- 2024: Kaos (Fernsehserie, 2 Folgen)
- 2024: Criminal Record (Fernsehserie, 6 Folgen)
- 2024: Dune: Prophecy (Fernsehserie)